# Nokomis (Illinois)
Nokomis – miasto w Stanach Zjednoczonych, w stanie Illinois, w hrabstwie Montgomery.